# Hermann Wolfgang Zahn
Hermann Wolfgang Zahn (* 24. Januar 1879 in Dürkheim; † 6. Mai 1965 in Baden-Baden) war ein deutscher Nervenarzt und Schriftsteller.

## Leben
Hermann Zahn, Sohn des Landgerichtsdirektors August Zahn (1850–1925), wuchs infolge des frühen Todes seiner Mutter, die im Kindbett starb, bei seinen Großeltern in Edenkoben und Lahr auf, besuchte das Gymnasium in Landau in der Pfalz und begann nach dem Militärdienst als Einjährig-Freiwilliger ein Medizinstudium in München, dort wurde er 1901 Mitglied im Corps Franconia. Nach Zwischenstationen in Erlangen, Leipzig und Würzburg machte er 1905 seinen Dr. med. in München und war ab 1907 Assistent bei Emil Kraepelin. Bereits 1903 hatte er einen ersten Gedichtband veröffentlicht, gehörte 1905 zu den Gründern der Zeitschrift Strandgut und zählte Paul Scheerbart und A. R. Meyer zu seinen Freunden; letzterer verhalf ihm als Verleger zu einigen Veröffentlichungen. Er befasste sich mit Hypnose und war Arzt im Berliner Grunewald-Sanatorium, ehe er 1914 als Oberarzt einberufen wurde. Ab 1915 leitete er ein Nervenlazarett in Erlangen und hatte 1919–1950 ein privates Sanatorium für Nervenleiden in Baden-Baden. Er verkehrte mit Alfred Kubin, Otto Flake, Kurt Aram, Oscar A. H. Schmitz und anderen Künstlern und Schriftstellern. Er war verheiratet mit Irma Zahn, geborene Brand. Aus der Ehe ging der Chemiker Helmut Zahn hervor.

## Werke
Romane
- Lydia, 1909
- Das Wallmüllerhaus, 1930
- Ich suche Morna, 1931
- Der Schatzgräber, 1964

Sammlungen
- Lose Lieder, 1903
- Gestalten hinter mir, 1907
- Zwischenreich, 1947
- Die Wunderlampe, 1948
- Begegnung mit dem andern, 1954
- Euphrasius Knickerbeins Nebelhorn, 1959
- Die Hexe von Varvinay. Geschichten von hüben und drüben, herausgegeben und mit einem Nachwort versehen von Robert N. Bloch, EDFC 2000. ISBN 978-3-932621-33-8

Hörspiele
- Der Fall Trake, Privatdruck, Baden-Baden 1964

Sonstiges
- Über Miliartuberkulose und ihre Ausgangspunkte (Dissertationsschrift), 1906
- Die okkulte Frage, 1922
- Was euch wirklich fehlt. Gespräche mit Kranken, 1934
- Narrenbühne Welt. Erinnerungen eines Psychiaters, 1979
- Zwischen Hypnose und Kunst. Erinnerungen, herausgegeben von Robert N. Bloch, Lindenstruth 2000, ISBN 3-934273-24-6